# گروکستر
گروکستر (به انگلیسی: Grokster) شرکت نرم‌افزاری خصوصی بود که در جزیره نویس در کارائیب قرار داشت و خدمات اشتراک فایل گروکستر را در سال ۲۰۰۱ بوجودآورد. این شرکت در سال ۲۰۰۵ به حکم دادگاه بسته‌شد.